# Киевска област
Киевска област (на украински: Київська область) е една от 24-те области на Украйна. Площ 28 121 km² (8-о място по големина в Украйна, 4,66% от нейната площ, без площта на територията на град Киев). Население на 1 януари 2015 г. 1 732 200 души (9-о място по население в Украйна, 3,79% от нейното население, без населението на град Киев). Административен център град Киев, който не влиза в състава на Киевска област.

## Историческа справка
Най-старият град в областта (без град Киев) е Переяслав, който за първи път се споменава като такъв в летописните източници през 906 г. под името Переяслав (от 1943 г. Переяслав-Хмелницки). През 1796 г. за град е признато селището Василков, основано през 10 век. Деветнадесет града в областта са признати за такива по време на съветската власт в периода от 1925 г. (град Била Церква) до 1988 г. (град Славутич). След разпадането на СССР и образуването на независима Украйна за градове са признати селищата Березан (1994 г.), Ржиштев (1995 г.) и Буча (2007 г.). Киевска област е образувана на 27 февруари 1932 г. и се явява една от първите 5 области в бившата Украинска ССР. На 15 октомври 1932 г. източните райони на областта са отделени в новосъздадената Черниговска област, на 22 септември 1937 г. от западните ѝ райони е образувана Житомирска област, а на 7 януари 1954 г. от южните ѝ райони – Черкаска област.
Северозападната част на областта е част от зоната на експроприация поради радиоактивното замърсяване, причинено от аварията в Чернобилския ядрен реактор през април 1986 г. Големите градове Чернобил и Припят, в зоната на отчуждаване са забранени за живеене и сега са изоставени градове. За настаняване на евакуираното население от района с радиоактивното замърсяване е построен нов град Славутич, на 45 km североизточно от Чернобил в Черниговска област, който обаче е част от територията на Киевска област.

## Географска характеристика
Киевска област се намира в северната, централна част на Украйна. На север граничи с Беларус, на североизток – с Черниговска област, на изток – с Полтавска област, на юг – с Черкаска област, на югозапад – с Виницка област и на запад – с Житомирска област. В тези си граници заема площ от 28 121 km² (8-о място по големина в Украйна, 4,66% от нейната площ). Дължина от север на юг 255 km, ширина от запад на изток 188 km.
По-голямата част от територията на областта попада в пределите на Приднепровската низина, покрай средното течение на река Днепър, а северните райони са заети от югоизточната част на обширната, слабо разчленена и силно заблатена Полеска низина. На юг се простират разклоненията на Приднепровското възвишение с максимална височина 273 m (49°25′55″ с. ш. 30°35′49″ и. д. / 49.431944° с. ш. 30.596944° и. д., западно от село Крутие Горби в Таращански район)..
Климатът е умерено континентален с мека зима и топло лято. Средна януарска температура в северната част -6,5 °C, в югозападната -5,5 °C, средна юлска съответно 17,5 °C и 20 °C. Годишната сума на валежите варира от 500 на юг до 600 mm на север в Полесието. Продължителността на вегетационния период (минимална денонощна температура 5 °C) е 198 – 204 денонощия.
Цялата територия на областта попада във водосборния басейн на река Днепър, която протича през нея от север на юг и югоизток на протежение от 246 km с част от средното си течение. На територията на областта в Днепър се вливат реките: десни – Припят, Тетерев, Ирпен и Рос (протича през областта с част от горното и цялото си средно течение) и др.; леви – Десна, Трубеж и др. През 1965 г. на 20 km северно от Киев е изградена преградна стена на река Днепър и се образува голямото Киевско водохранилище, а в югоизточната част на областта се намира по-голямата част на Каневското водохранилище.
Почвите в северната част са ливадно-подзолисти, а в южната лесостепна част, върху льосови наслаги – много плодородни оподзолени черноземи, сиви и светлосиви оподзолени почви. Северната част на областта е разположена в пределите на Полесието, а южната, по-голяма част – в лесостепната зона. Горите и храстите заемат около 19% от територията на областта. За северната част са характерни основно бор с примеси от бреза и дъб, а в лесостепните райони – малки и редки гори от дъб, габър и липа. Значителни части от долините на реките са заети от ливади и пасища. Животинският свят е представен от лос, кошута, дива свиня, бурсук, вълк, бялка, лисица, заек, в безлесните райони – гризачи, а по бреговете на реките и водоемите се срещат бобър, видра, диви гъски и др.

## Население
Към 1 януари 2015 г. населението на Киевска област област наброява 1 732 200 души (без населението на град Киев, 3,79% от населението на Украйна). Гъстота 62,24 души/km². Градско население 61,92%. Етнически състав: украинци 92,52%, руснаци 6,0%, беларуси 0,48%, поляци 0,16%, арменци 0,13% и др.

## Административно-териториално деление
В административно-териториално отношение Киевска област се дели на 12 областни градски окръга, 25 административни района, 25 града, в т.ч. 12 града с областно подчинение и 13 града с районно подчинение и 30 селища от градски тип.
| Административна единица | Площ (km²) | Население (2017 г.) | Административен център | Население (2017 г.) | Разстояние до Киев (в km) | Други градове и сгт с районно подчинение         |
| ----------------------- | ---------- | ------------------- | ---------------------- | ------------------- | ------------------------- | ------------------------------------------------ |
| Областен градски окръг  |            |                     |                        |                     |                           |                                                  |
| 1. Березан              | 33         | 16 546              | гр. Березан            | 16 546              | 83                        |                                                  |
| 2. Била Церква          | 68         | 209 176             | гр. Била Церква        | 209 176             | 84                        |                                                  |
| 3. Бориспил             | 37         | 60 800              | гр. Бориспил           | 60 800              | 38                        |                                                  |
| 4. Бровари              | 34         | 106 540             | гр. Бровари            | 106 540             | 20                        |                                                  |
| 5. Буча                 | 27         | 35 493              | гр. Буча               | 35 493              | 31                        |                                                  |
| 6. Василков             | 30         | 37 666              | гр. Василков           | 37 666              | 35                        |                                                  |
| 7. Ирпен                | 111        | 135 239             | гр. Ирпен              | 97 021              | 27                        | Ворзел, Гостомел, Коцюбинское                    |
| 8. Обухов               | 24         | 33 149              | гр. Обухов             | 33 149              | 43                        |                                                  |
| 9. Переяслав            | 32         | 27 401              | гр. Переяслав          | 27 401              | 112                       |                                                  |
| 10. Ржиштев             | 36         | 7416                | гр. Ржиштев            | 7416                | 74                        |                                                  |
| 11. Славутич            | 8          | 24 997              | гр. Славутич           | 24 997              | 186                       |                                                  |
| 12. Фастов              | 43         | 46 170              | гр. Фастов             | 46 170              | 67                        |                                                  |
| Административен район   |            |                     |                        |                     |                           |                                                  |
| 1. Баришевски           | 958        | 35 242              | сгт Баришевка          | 10 851              | 73                        |                                                  |
| 2. Билацерковски        | 1276       | 49 962              | гр. Била Церква        |                     | 84                        | гр. Узин, Терезино                               |
| 3. Богуславски          | 772        | 34 305              | гр. Богуслав           | 16 552              | 123                       |                                                  |
| 4. Бориспилски          | 1485       | 52 864              | гр. Бориспил           |                     | 38                        |                                                  |
| 5. Бородянски           | 934        | 57 410              | сгт Бородянка          | 13 215              | 55                        | Бабинци, Клавдиево-Тарасово, Немешаево, Песковка |
| 6. Броварски            | 1188       | 68 090              | гр. Бровари            |                     | 20                        | Великая Димерка, Калиновка, Калита               |
| 7. Василковски          | 1184       | 57 457              | гр. Василков           |                     | 35                        | Глеваха, Гребьонки, Дослидницкое, Калиновка      |
| 8. Вишгородски          | 2031       | 73 433              | гр. Вишгород           | 29 079              | 18                        | Димер                                            |
| 9. Володарски           | 649        | 17 474              | сгт Володарка          | 6109                | 120                       |                                                  |
| 10. Згуровски           | 763        | 16 253              | сгт Згуровка           | 5067                | 105                       |                                                  |
| 11. Иванковски          | 3616       | 29 574              | сгт Иванков            | 10 526              | 80                        | гр. Чернобил                                     |
| 12. Кагарликски         | 926        | 33 335              | гр. Кагарлик           | 13 678              | 77                        |                                                  |
| 13. Киево-Святошински   | 726        | 181 388             | гр. Киев               |                     |                           | гр. Боярка, гр. Вишневое, Табани                 |
| 14. Макаровски          | 1363       | 36 257              | сгт Макаров            | 9949                | 56                        | Кодра                                            |
| 15. Мироновски          | 904        | 34 064              | гр. Мироновка          | 14 564              | 104                       |                                                  |
| 16. Обуховски           | 777        | 35 225              | гр. Обухов             |                     | 43                        | гр. Украинка, Козин                              |
| 17. Переяслав-Хмелницки | 1470       | 27 818              | гр. Переяслав          |                     | 112                       |                                                  |
| 18. Полески             | 1288       | 5695                | сгт Красятичи          | 639                 | 104                       |                                                  |
| 19. Ракитнянски         | 662        | 26 904              | сгт Ракитное           | 11 103              | 113                       |                                                  |
| 20. Сквирски            | 980        | 37 235              | гр. Сквира             | 16 098              | 121                       |                                                  |
| 21. Ставищенски         | 674        | 21 994              | сгт Ставище            | 6496                | 136                       |                                                  |
| 22. Таращански          | 758        | 27 950              | гр. Тараща             | 10 486              | 126                       |                                                  |
| 23. Тетиевски           | 758        | 31 622              | гр. Тетиев             | 13 190              | 148                       |                                                  |
| 24. Фастовски           | 897        | 30 658              | гр. Фастов             |                     | 67                        | Боровая, Кожанка                                 |
| 25. Яготински           | 793        | 32 377              | гр. Яготин             | 19 818              | 115                       |                                                  |